# Mathilde Kaufmann
Mathilde Kaufmann, született: Mathilde Binder, írói álneve: Amara George (Nürnberg, 1835 – Würzburg, 1901) német írónő, költőnő.

## Élete
Blüten der nacht (1856) című, komor hangvételű verseket tartalmazó kötetét már Amara George álnév alatt jelentette meg. Következő munkája, a Mythen und Sagen der Indianer America (1856) az amerikai indiánok mítoszaival foglalkozott. Ezután férjhez ment Alexander Kaufmann költőhöz. Következő, szintén mitológiai tárgyú munkája a Mythoterpe, ein Mythen-, Sagen- und Legendenbuch (1858) volt. 
További jelentősebb alkotásai: Vor Tagesanbruch. Novellen und Gedichte (1859), Auf deutschem Boden (1877), Die Jungfrau von Orléans, ein Lebensbild (1877), Dissonanzen und Akkorde (1879), valamint a Don Gabriel Garcia Moreno, Präsident der Republik Ecuador (1891).

## Fordítás
- Ez a szócikk részben vagy egészben  a   Mathilde Kaufmann című finn Wikipédia-szócikk ezen változatának fordításán alapul.  Az eredeti cikk szerkesztőit annak laptörténete sorolja fel. Ez a jelzés csupán a megfogalmazás eredetét és a szerzői jogokat jelzi, nem szolgál a cikkben szereplő információk forrásmegjelöléseként.